# Campionati europei di triathlon long distance del 2011
I Campionati europei di triathlon long distance del 2011 (XVIII edizione) si sono tenuti a Tampere, Finlandia in data 21 agosto 2011.
Nella gara maschile ha vinto lo spagnolo Miquel Blanchart, mentre in quella femminile la danese Camilla Pedersen.

## Risultati

### Élite uomini
| Pos. | Nome                      | Paese       | Nuoto    | Bici     | Corsa    | Totale   |
| ---- | ------------------------- | ----------- | -------- | -------- | -------- | -------- |
|      | Miquel Blanchart          | Spagna      | 00:47:04 | 02:51:09 | 01:53:56 | 05:33:07 |
|      | Jarmo Hast                | Finlandia   | 00:49:40 | 03:42:57 | 01:53:45 | 05:37:32 |
|      | Peru Alfaro San Ildefonso | Spagna      | 00:46:42 | 02:51:24 | 01:59:24 | 05:38:26 |
| 4    | Petr Vabrousek            | Rep. Ceca   | 00:00:00 | 03:46:40 | 01:51:22 | 05:38:53 |
| 5    | Emil Dalgaard             | Danimarca   | 00:46:38 | 02:50:50 | 02:00:16 | 05:39:05 |
| 6    | Matteo Annovazzi          | Italia      | 00:53:10 | 02:53:39 | 01:51:46 | 05:39:47 |
| 7    | Richard Calle Martinez    | Spagna      | 00:47:16 | 02:56:56 | 01:55:26 | 05:40:41 |
| 8    | Rasmus Petræus            | Danimarca   | 00:46:48 | 02:56:24 | 01:57:00 | 05:41:33 |
| 9    | Massimo Cigana            | Italia      | 00:55:23 | 02:48:54 | 01:59:15 | 05:44:36 |
| 10   | Jonas Djurback            | Svezia      | 00:47:25 | 02:55:30 | 02:02:37 | 05:46:20 |
| 11   | Tuukka Miettinen          | Finlandia   | 00:55:19 | 02:50:10 | 02:00:05 | 05:46:30 |
| 12   | Karl-Johan Danielsson     | Finlandia   | 00:52:06 | 02:54:41 | 01:59:38 | 05:47:36 |
| 13   | Andrej Vistica            | Croazia     | 00:56:12 | 02:52:33 | 01:57:56 | 05:47:46 |
| 14   | Fredrik Croneborg         | Svezia      | 00:53:06 | 02:53:47 | 01:59:59 | 05:47:58 |
| 15   | Rasmus Stubager           | Danimarca   | 00:00:00 | 03:39:50 | 02:10:21 | 05:50:13 |
| 16   | Mika Luoto                | Finlandia   | 00:53:15 | 02:57:00 | 02:03:23 | 05:55:15 |
| 17   | Thomas Sturdy             | Regno Unito | 00:53:13 | 02:53:32 | 02:08:59 | 05:56:53 |
| 18   | Harri Sokk                | Estonia     | 00:56:06 | 02:53:47 | 02:12:14 | 06:03:36 |
| 19   | Rudolf Cogan              | Rep. Ceca   | 01:04:42 | 03:04:03 | 02:11:59 | 06:21:46 |
| 20   | Alexey Brylev             | Russia      | 00:53:07 | 03:10:48 | 02:19:06 | 06:23:53 |
| 21   | Juha Laitinen             | Finlandia   | 01:08:07 | 05:31:43 | 00:00:00 | 06:39:50 |

### Élite donne
| Pos. | Nome                       | Paese     | Nuoto    | Bici     | Corsa    | Totale   |
| ---- | -------------------------- | --------- | -------- | -------- | -------- | -------- |
|      | Camilla Pedersen           | Danimarca | 00:52:39 | 03:07:09 | 02:12:42 | 06:15:32 |
|      | Michelle Vesterby          | Danimarca | 00:52:51 | 03:08:57 | 02:03:41 | 06:19:02 |
|      | Ewa Bugdol                 | Polonia   | 00:52:54 | 03:19:01 | 02:14:20 | 06:27:37 |
| 4    | Eva Potuckova              | Rep. Ceca | 00:52:52 | 03:18:43 | 02:17:45 | 06:30:43 |
| 5    | Eva Ledesma                | Spagna    | 00:59:08 | 03:18:29 | 02:14:07 | 06:33:00 |
| 6    | Heidi Hyvärinen            | Finlandia | 01:01:17 | 03:20:52 | 02:14:16 | 06:37:50 |
| 7    | Merja Kiviranta            | Finlandia | 00:57:27 | 03:18:34 | 02:23:23 | 06:40:15 |
| 8    | Kristin Lie                | Norvegia  | 01:13:09 | 03:12:50 | 02:18:45 | 06:46:20 |
| 9    | Venla Koivula              | Finlandia | 01:02:10 | 03:20:00 | 02:23:40 | 06:46:58 |
| 10   | Henrika Malmström          | Finlandia | 01:05:01 | 03:30:09 | 02:14:09 | 06:50:43 |
| 11   | Alma Sarapuu               | Estonia   | 01:01:50 | 03:20:22 | 02:27:33 | 06:50:53 |
| 12   | Marthe Risebro Eikre-Telle | Norvegia  | 01:21:50 | 03:32:51 | 02:38:18 | 07:35:07 |